# Parafia św. Andrzeja Boboli w Białkowie
Parafia św. Andrzeja Boboli w Białkowie – rzymskokatolicka parafia z siedzibą w Białkowie, położona w dekanacie Rzepin, diecezji zielonogórsko-gorzowskiej, metropolii szczecińsko-kamieńskiej, erygowana 24 czerwca 1980. 
Do parafia należą miejscowości: Białków, Grzmiąca, Kłopot, Rąpice. 

## Proboszczowie[1]
- ks. Jan Giluń (24 czerwca 1980 - 18 marca 1981)
- ks. Kaziemierz Nowak (19 marca 1981 - 23 maja 1983)
- ks. Stanisław Wencel (24 maja 1984 - 24 sierpnia 1989)
- ks. Ryszerd Gas (25 sierpnia 1989 - 31 lipca 2006)
- ks. Zbigniew Dmitruk (1 sierpnia 2006 - 1 sierpnia 2010)
- ks. Andrzej Wawrzysiuk (2 sierpnia 2010 - 1 października 2011)
- ks. Krzysztof Sudziński (2 października 2011 - 28 grudnia 2024)
- ks. Daniel Dudziński (od 29 grudnia 2024 jako administrator parafii)